# Важа-Пшавела (станція метро)
41°43′27″ пн. ш. 44°43′51″ сх. д. / 41.72417° пн. ш. 44.73083° сх. д.
Важа-Пшавела (груз. ვაჟა-ფშაველა)  — станція Сабурталінської лінії Тбіліського метрополітену, розташована між станціями Делісі та Сахелмціпо-Університеті. Відкрита 2 квітня 2000 р. До 16 жовтня 2017 року була кінцевою, коли лінія була продовжена до Сахелмціпо-Університеті.
У 2000—2017 роках оборот поїздів здійснювався по єдиній діючій колії, друга не використовувалася.
Колонна трипрогінна станція мілкого закладення. Вихід місто з платформи в центрі прямують сходи на майданчик, і потім убік на схід (праворуч).

## Ресурси Інтернету
- Тбіліський метрополітен [Архівовано 19 травня 2014 у Wayback Machine.](англ.)
- Тбіліський метрополітен(груз.)